# Filiórimos
Filiórimos (en griego, Φιλιόρημος) es un monte y un yacimiento arqueológico con restos minoicos. Está ubicado en la isla de Creta (Grecia), en el municipio de Malevizi, la unidad municipal de Tiliso y la comunidad local de Goníes. Se encuentra cerca de Sklavókampos, donde también hay restos minoicos.
En este yacimiento arqueológico, a una altitud de unos 797 m, se han encontrado restos de un santuario de montaña que estuvo en uso al menos en el periodo minoico medio I. Los restos arquitectónicos constan de tres habitaciones. Los hallazgos incluyen figurillas antropomórficas, figurillas de animales (incluidos escarabeos), piezas de cerámica, huesos de animales y cenizas.